# Sterna repressa
Sterna repressa là một loài chim trong họ Laridae.